# Unmun sa
Unmun sa (운문사 Klasztor Bramy Chmur) – koreański klasztor, największe centrum praktyki dla mniszek w Korei.

## Historia klasztoru
Klasztor został założony w 560 roku w najbardziej południowej części gór T'aebaek, na górze Hogŏ (znanej także jako Unmun). Znajdowała się tu pustelnia zbudowana przez mnicha Wonŭnga, który po osiągnięciu oświecenia rozbudował ją i nazwał Taejakgap sa. W 937 r. klasztor został ponownie rozbudowany i nazwa zmieniona na Unmun sa. W 1250 roku mistrz Iryŏn został opatem klasztoru, który został znów rozbudowany.
W XII wieku w klasztorze działał mnich Hakil (1052–1144), który zmarł w 1144 r. w wieku 93 lat. Poświęcił się odnowieniu klasztoru. Praktykowało tu wtedy ponad 2000 mnichów.
Podczas japońskiej inwazji w latach 1592-1598 klasztor został częściowo zburzony, ale ocalało ponad dwadzieścia budynków.
W XIX wieku z klasztorem związany był mistrz sŏn Paekp'a Kŭngsŏn (1767–1852), który zyskał sławę zarówno jako mistrz medytacji jak i uczony. Napisał podręcznik sŏn Sŏnmun sugyŏng, który był wtedy najważniejszym przewodnikiem po teorii i praktyce medytacji sŏn.
W 1958 roku klasztor został przeznaczony jako ośrodek praktyki dla mniszek. Liczba mniszek waha się pomiędzy 200 a 260.

## Adres klasztoru
- 1786-9 Sinwon-ri, Unmun-myeon, Cheongdo, Gyeongsangbuk-do, Korea Południowa

## Galeria

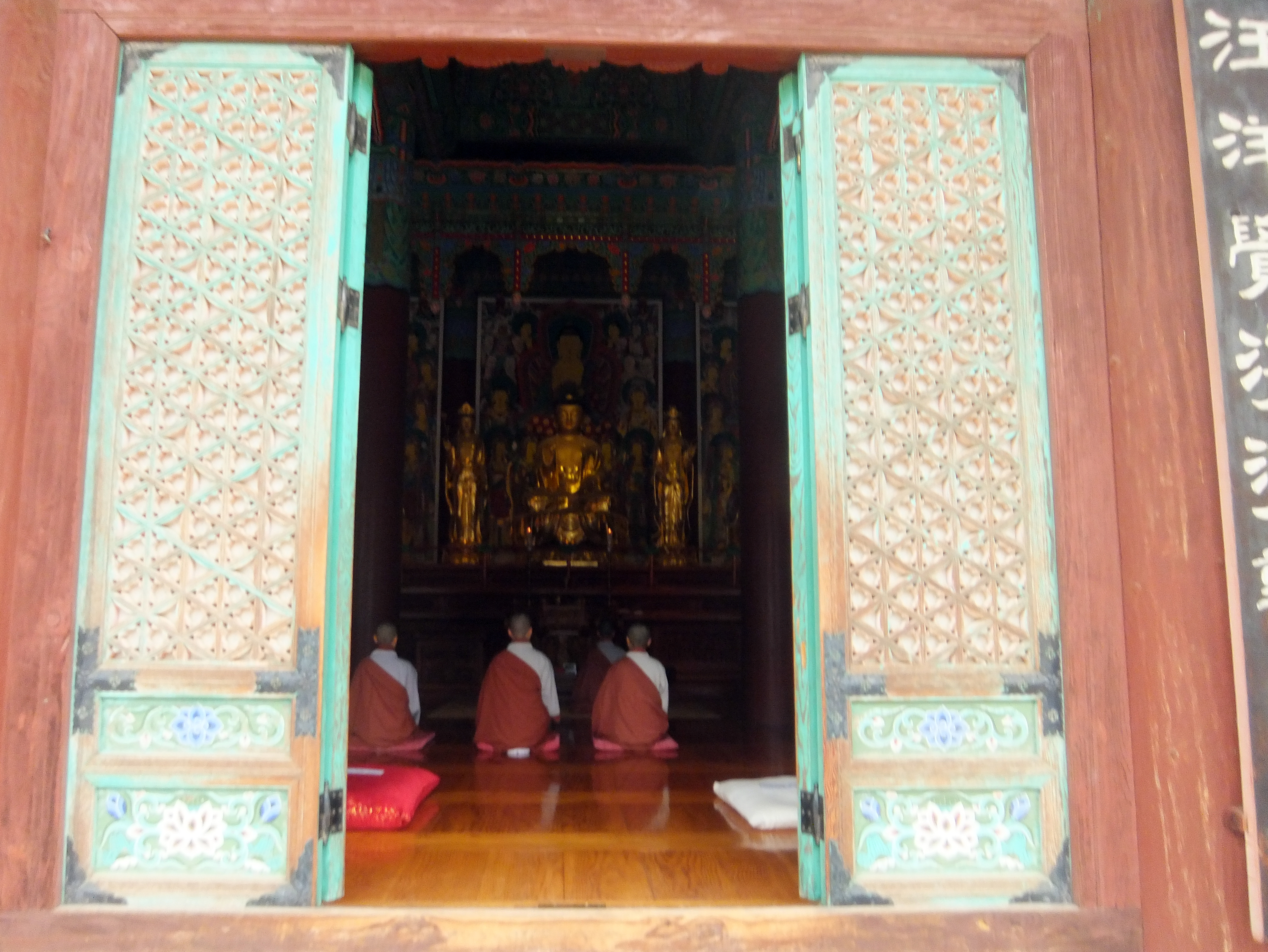
Praktykujące mniszki w głównym budynku (Taeungjŏn)
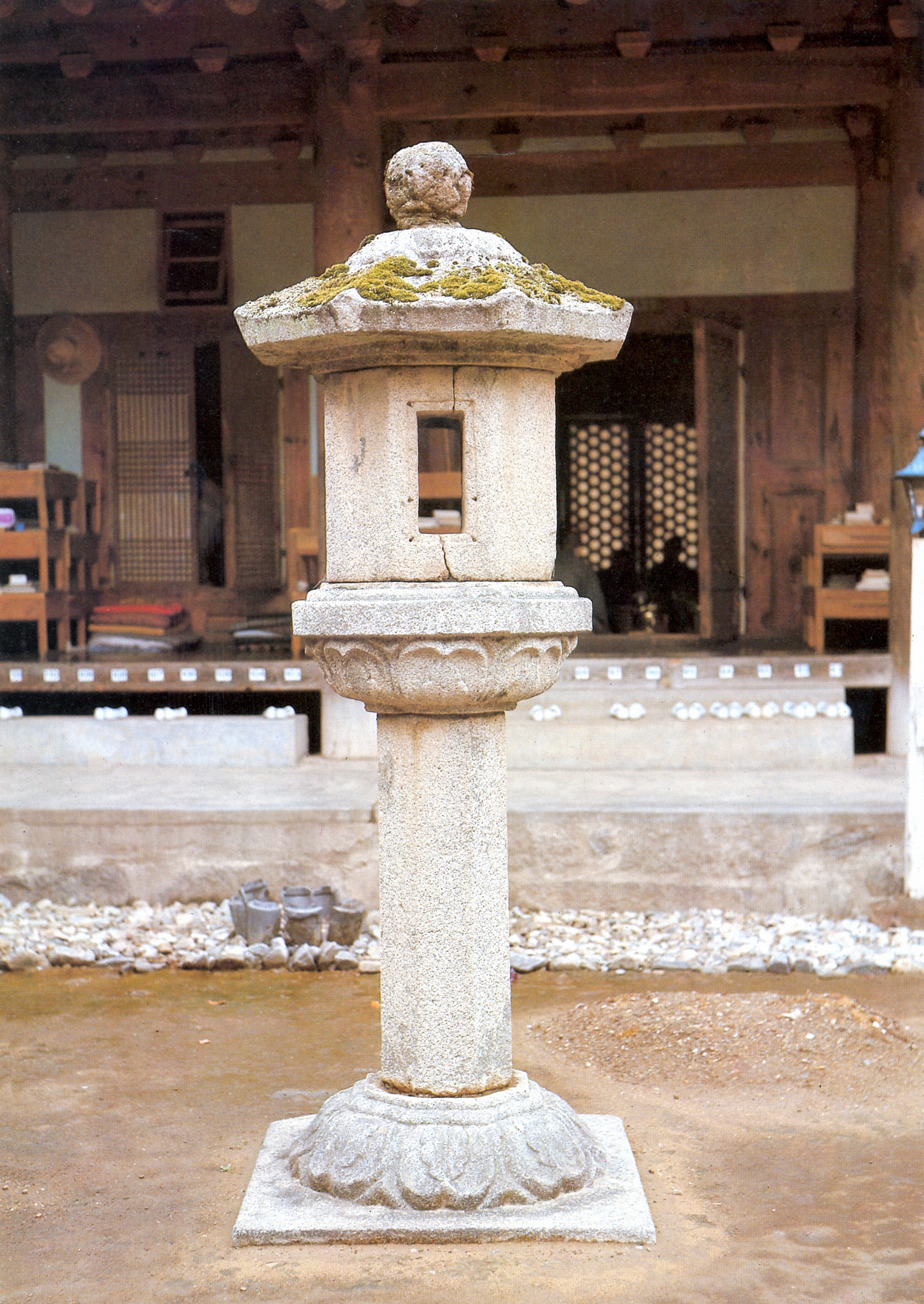
Kamienna latarnia
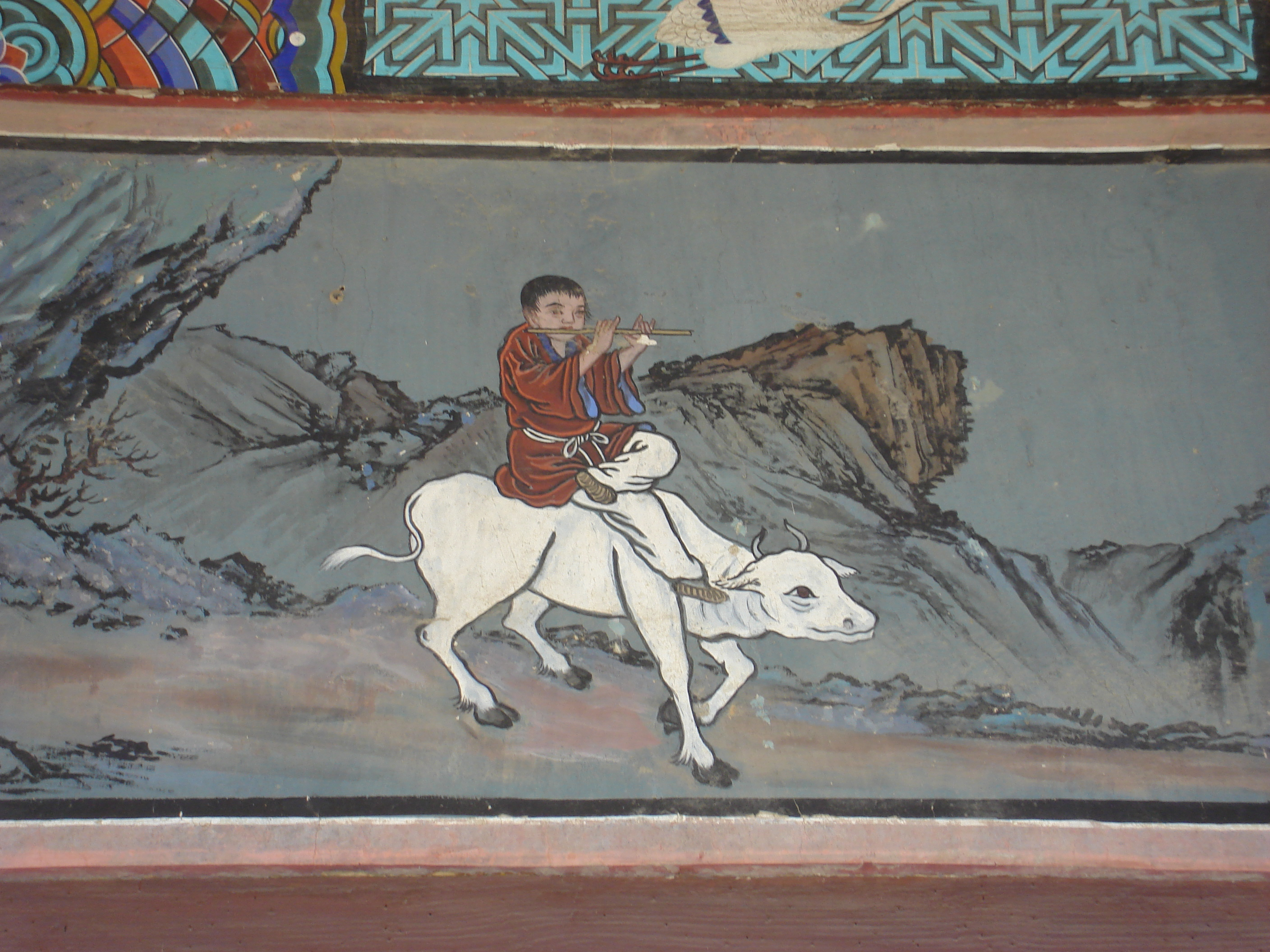
Obraz z serii 10 obrazków pasterskich.
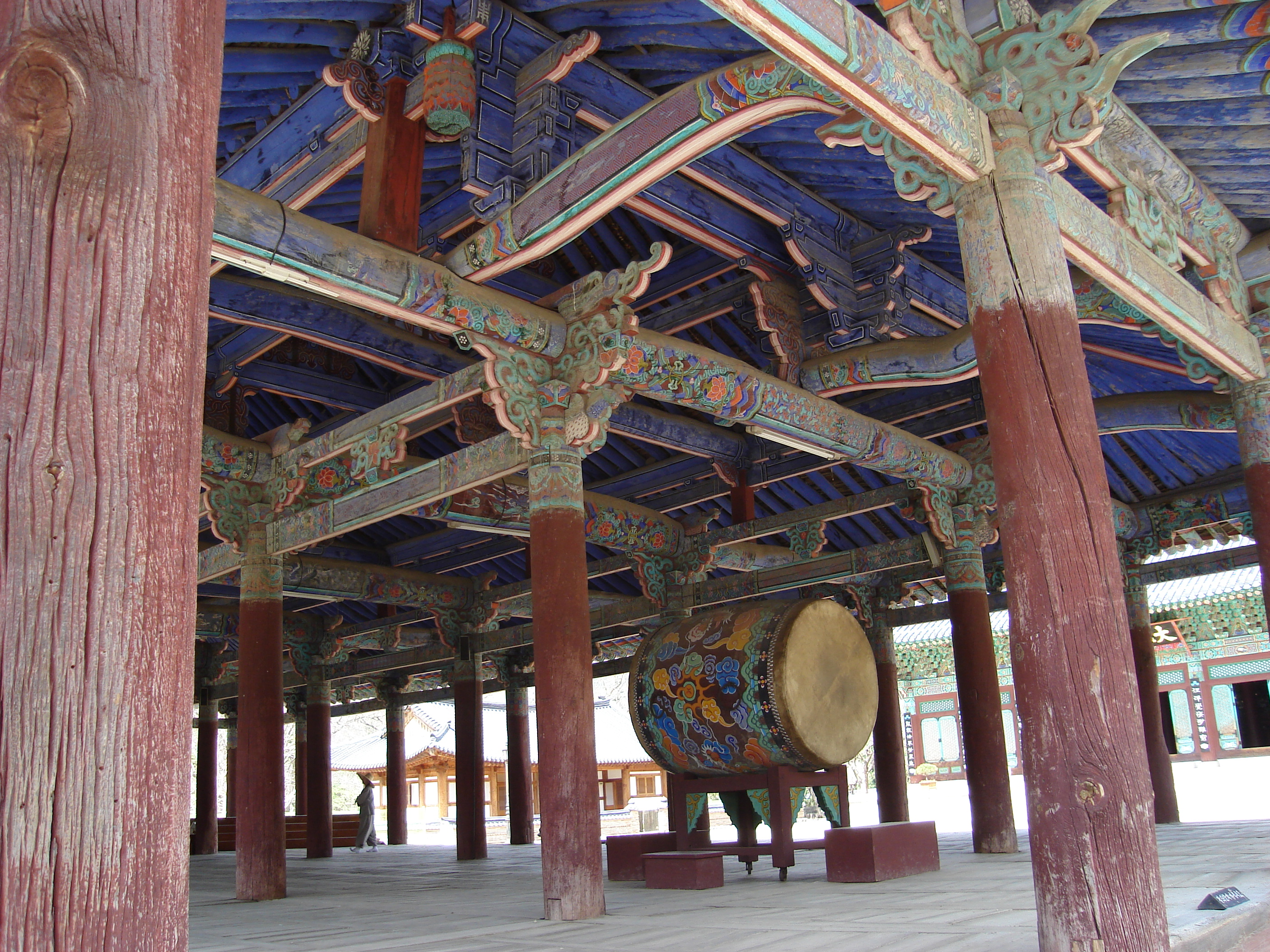
Wieża (pawilon) bębna
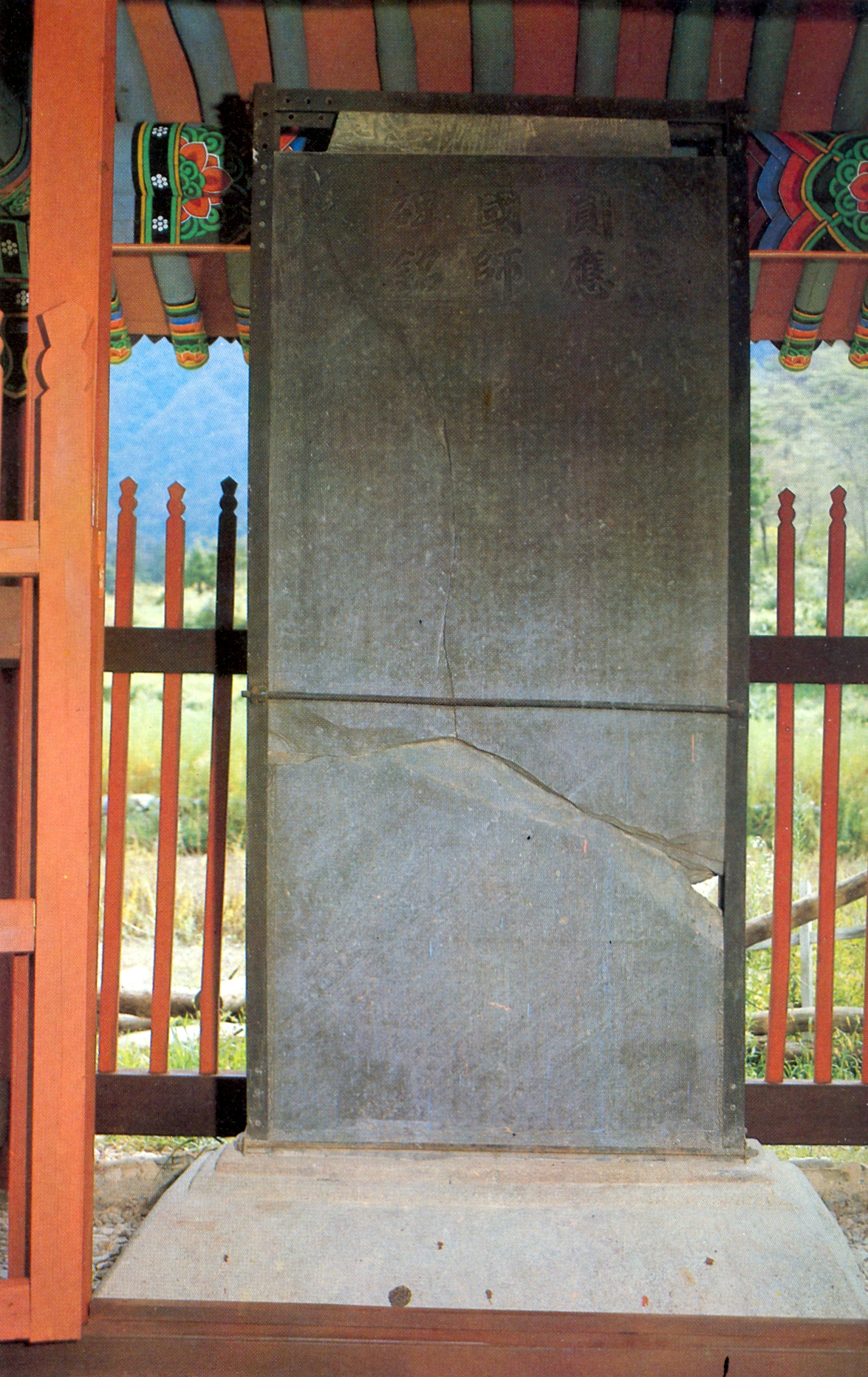
Stela Wonŭnga